# Assedio di Anversa (1814)
L'assedio di Anversa (1814) ebbe luogo durante la guerra della Sesta coalizione e perdurò dal 14 gennaio 1814 al 4 maggio di quello stesso anno.
Dopo la campagna tedesca del 1813, Napoleone Bonaparte dovette ritirarsi verso il Reno. Dal momento che le due armate del generale prussiano Blücher e del principe di Schwarzenberg avevano invaso la Francia e marciavano su Parigi, una terza armata alleata al comando del generale Bernadotte entrò nei Paesi Bassi.
Nel gennaio del 1814 Napoleone nominò il vecchio repubblicano Lazare Carnot al ruolo di governatore di Anversa. I 10 000 uomini della sua guarnigione erano composti da truppe provenienti dal I Corpo d'armata e dalla Giovane Guardia. Dopo la sconfitta francese nella battaglia di Hoogstraten, Carnot si ritirò nella città fortificata che venne assediata da forze prussiane, russe ed inglesi. La guarnigione francese comandata da Carnot, aiutata dalla flottiglia navale francese al comando dell'ammiraglio Missiessy, riuscì a resistere alle forze alleate per poi arrendersi quando seppe della notizia dell'abdicazione di Napoleone Bonaparte.